# 2014年ソチオリンピックのレバノン選手団
2014年ソチオリンピックのレバノン選手団（2014ねんソチオリンピックのレバノンせんしゅだん）は、2014年2月7日から23日までロシアのソチで開催されたソチオリンピックレバノン選手団の名簿。

## 選手団
- 人員: 選手 2人
- 開会式旗手: アレクサンドル・モフバト

## アルペンスキー
- アレクサンドル・モフバト

男子大回転 (69位、3:17.85)
男子回転 (42位、2:21.79)
- ジャッキー・シャムーン

女子回転 (47位、2:28.74)